# Heath Ledger
Heath Andrew Ledger (Perth, 4 april 1979 – New York, 22 januari 2008) was een Australisch acteur. Hij won in 2009 postuum een Oscar voor zijn rol in The Dark Knight, nadat hij in 2006 al eens werd genomineerd voor Brokeback Mountain. Hij kreeg in totaal 39 acteerprijzen toegekend (waarvan 28 postuum), waaronder een BAFTA Award, een Golden Globe en een Rembrandt Award.

## Jeugd en privéleven
Ledger was de zoon van lerares Frans Sally Ledger-Bell en Kim Ledger, een autocoureur en mijnwerker. Zijn ouders gingen uit elkaar toen Ledger tien jaar oud was. Beiden hertrouwden later. Ledger had een oudere zus, Kate, en twee halfzussen, Ashleigh Bell (1989), de dochter van zijn moeder en zijn stiefvader Roger Bell en Olivia Ledger (1997), de dochter van zijn vader en zijn stiefmoeder Emma Brown.
Ledger heeft verschillende relaties gehad. Van 2000 tot en met 2001 had Ledger een relatie met actrice Heather Graham. Hierna had hij van 2002 tot en met 2004 een knipperlichtrelatie met Naomi Watts, een actrice die hij leerde kennen op de set van Ned Kelly. In de zomer van 2004 kreeg hij een relatie met actrice Michelle Williams, die hij ontmoette tijdens de opnames van de speelfilm Brokeback Mountain, waarin zij zijn vrouw speelde. Ze verloofden zich, gingen samenwonen in Brooklyn, New York en op 28 oktober 2005 kregen ze samen een dochter. Acteur Jake Gyllenhaal is haar peetoom. Williams en Ledger gingen in september 2007 uit elkaar.

## Carrière
Op de middelbare school koos Ledger voor acteerlessen, maar in 1996 stopten hij en een aantal vrienden met school en verhuisden naar Sydney. Zijn eerste acteerwerk was in de lowbudgetfilm Blackrock waarin hij een kleine rol speelde. Nadien kreeg hij enkele rolletjes aangeboden in Australische soaps. In 1993-1994 speelde Ledger een rolletje in de Australische serie Ship to Shore. Daarna was hij te zien als Snowy Bowles in de dramaserie Sweat. In 1997 speelde hij kort in de serie Home and Away, maar later dat jaar stapte hij over naar de Amerikaanse serie Roar, die ook kort in Nederland te zien was. Snel daarna kreeg Ledger enkele grotere rollen in films, te beginnen met 10 Things I Hate About You. Ledger vertrok naar de Verenigde Staten, waar hij enkele mislukte audities deed en uiteindelijk werd gekozen als de hoofdrolspeler in Two Hands en een rol had in de tienerfilm 10 Things I Hate About You.
Hierop volgden meer serieuze rollen, waarin hij het tieneridool-imago kwijt wilde raken. Hij deed mee in het oorlogsdrama The Patriot, aan de zijde van Mel Gibson en speelde de hoofdrol in de film A Knight's Tale. In 2005 speelde Ledger (samen met Gyllenhaal) in de film Brokeback Mountain een homoseksuele cowboy in het Wyoming van de jaren 60, een rol waarvoor hij in 2006 genomineerd werd voor een Golden Globe en een Oscar. Hij verloor beide prijzen aan Philip Seymour Hoffman voor diens rol in Capote (2005).
Na zijn succes met Brokeback Mountain, was Ledger in 2006 tegenover Abbie Cornish te zien als de heroïneverslaafde Dan in Candy. Enkele weken na de release van de film, werd hij uitgenodigd om lid te worden van de Academy of Motion Picture Arts and Sciences. In het najaar van 2007 had Ledger een bijrol in I'm Not There, een film over het leven van Bob Dylan met Cate Blanchett in de hoofdrol.
In de zomer van 2008 was Ledger te zien als The Joker in de Batman-film The Dark Knight. Zijn vertolking werd geprezen door de critici. Zo noemde het filmblad Filmvalley zijn vertolking van de schurk "huiveringwekkend goed en waarachtig eng". Op 22 februari 2009 werd hem postuum een Oscar toegekend. Ter voorbereiding voor de rol van de Joker sloot Ledger zichzelf 6 weken op in een hotelkamer. Hij hield een dagboek bij waarin hij de gevoelens en gedachten van de Joker vastlegde. Er wordt beweerd dat hij slapeloosheid overhield aan de rol. In 2009 verscheen de fantasy-avonturenfilm The Imaginarium of Doctor Parnassus waarin Ledger de hoofdrol zou spelen. Hij kwam echter om het leven voor de opnames waren afgerond. Zijn rol in deze film werd vervolgens afgemaakt door Jude Law, Colin Farrell en Johnny Depp. Er werd uitgelegd dat zijn personage in "verschillende gedaantes" terugkeert. Law, Farrell en Depp stonden hun honorarium hiervoor af om de (educatieve en financiële) toekomst van Ledgers dochter te waarborgen.

## Overlijden

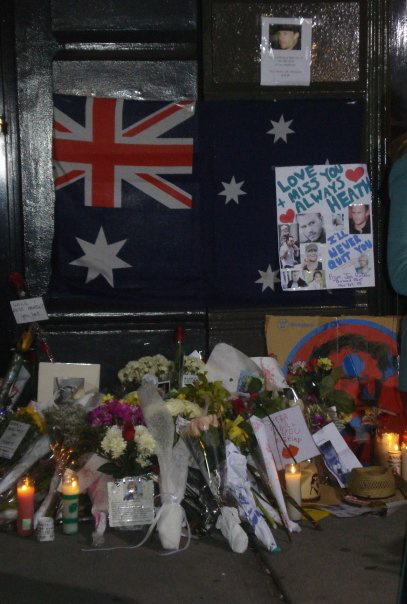
Aandenken achtergelaten door fans bij zijn appartement

Ledger werd op 28-jarige leeftijd dood in zijn appartement gevonden met een hoeveelheid slaappillen op zijn nachtkastje en in de badkamer. De pillen waren allemaal voorgeschreven door zijn dokters. Uit onderzoek bleek dat hij overleed aan een combinatie van de voorgeschreven opiaten en benzodiazepinen die een acute vergiftiging veroorzaakten. De politie bevestigde dat er geen sprake was van kwade opzet of zelfmoord. De ATF (Alcohol Tobacco and Firearms) onderzocht waarom en hoe het mogelijk was dat hem deze medicijnen werden voorgeschreven.
Zijn naaste familie gaat er niet van uit dat hij zelfmoord pleegde: "Hij was een levenslustig mens en vormde een bron van inspiratie voor iedereen."